# Thysanopyga cermalodes
Thysanopyga cermalodes är en fjärilsart som beskrevs av Paul Dognin 1913. Thysanopyga cermalodes ingår i släktet Thysanopyga och familjen mätare. Inga underarter finns listade i Catalogue of Life.